# びん・かん ドクロちゃんねる
『びん・かん ドクロちゃんねる（ファイヤー!）』は、アニメ『撲殺天使ドクロちゃん』シリーズのプロモーションのためのインターネットラジオ番組である。
配信サイトでの番組名は先のとおりだが、番組中のタイトルコールはほとんどの場合「木工ボンド部プレゼンツ 千葉紗子のびん・かん ドクロちゃんねる（ファイヤー!）」である（若干の例外がある）。

## ドクロちゃんねる
2005年1月25日から同年9月27日まで全36回、TE-A roomで毎週火曜日22:00頃に配信していた。

### パーソナリティー
- 千葉紗子（ちば さえこ）
  - 「撲殺天使ドクロちゃん」のヒロインドクロちゃん役の声優。
- UPLIFT
  - 東芝エンタテインメントプロデューサーの伊平崇耶（いびら たかや）の別名。千葉紗子のアシスタント役・番組構成作家として参加。全ての回に出ているが、第3回・第4回だけは、第1回・第2回の内容がひどかった反省という名目で、ブース内にいながら全く話さなかった（声にならない呻きと筆談で貫いた）。

### ゲスト
- おかゆまさき（原作者：第1、2回、第5、6回、第9回〜第14回、第19、20回、第25、26回、第29、30回、第35、36回、特別番組）※第13、14回は電話出演
- 水島努（監督・脚本：第1、2回、第13、14回、第21、22回、第24回、第29、30回、第35、36回）※第24回は電話出演
- 川瀬浩平（ジェネオンエンタテインメントプロデューサー　通称 偽まる・偽さん：第3、4回、第18回、第24回）※これら以外の回でも、ほぼ毎回録音ブースの外から、ブースの中との連絡用マイクを使ってツッコミを入れており、その声がよく聞こえてくる。
- 川澄綾子（声優・水上静希役：第15、16回）
- 高木礼子（声優・草壁桜役：第36回）
- 桜瀬みつな（コミック版の漫画家：第19、20回、第27、28回、第35回）※第35回は電話出演
- 三木一馬（メディアワークス電撃hp編集部　おかゆまさきの担当編集者　通称 うにまる：第5回ほか）
- 和田敦（メディアワークス電撃hp編集部　おかゆまさきの担当編集者　通称 ぱぴお：第10回、第21回、第24回、第32回）※第24回、第32回は電話出演
- 福田さん（千葉紗子のマネージャー：第28回、第34回）
- 森田さん（メディアワークス電撃コミックガオ!編集部　桜瀬みつなの担当編集者：第27、28回、第31、32回）
- 川本亜希（メディアワークス電撃hp編集部最年少編集者（当時）：第33、34回）
- 横山愛（メディアワークス電撃マ王編集部　桐野霞の担当編集者：特別番組）

### 投稿コーナー
ふつおた
ふつうのおたより、応援メール。
懺悔ザンス!
誰にもいえない罪をここで白状し、神様に代わってドクロちゃんに許しを請うコーナー。
恋愛相談（仮）
学校や職場で気になるあのひとについて相談を受け付けた。「（仮）」までコーナー名。
千葉に聞け!
「明日はどっちだ?」というサウンドステッカーで始まり、千葉紗子がリスナーからのどんな質問にも10秒以内で答え、それが今後の番組内におけるルールとなる。

### エピソード
- 第1回配信のタイトルは「おかゆまさきの・ちょっと熊谷シンドローム」。パーソナリティはおかゆまさき、UPLIFT。ゲストは水島努。ラスト30秒前になってやっと、本来のパーソナリティである千葉が登場した。
- 第8回配信分では、約30分かけて、おかゆに対するドッキリ企画の公開打ち合わせを実施。この結果はDVD『ドクロちゃん』第1巻の特典映像で確認できる。
- 第11回配信分で、『ごせろ』対局に熱中する千葉・おかゆに対し、UPLIFTが『火曜の夜はサスペンダー』なる番組を立ち上げそうになった。
- 『おかゆいじり』の一環として、おかゆへの仕事のオファーをラジオ内で突然行うことも（東京国際アニメフェアでの『ドクロちゃんシール』配布依頼、ドラマCDの台本作成依頼など）。
- 第18回配信では、原作者の名前をNGワードにするという前代未聞の番組を実施。一番多く口にした人がカニをおごるというルール。
- おかゆまさきの番組復帰時（第19回配信分、おかゆまさき先生復帰記念・緊急記者会見スペシャル）、それまでの一ヶ月以上の期間に渡って『おかゆいじり』ができなかったことに対する反動からか、番組のほぼ全編に渡って容赦のない攻撃がなされた。千葉紗子曰く、「おかゆ先生の愛情が、ドクロちゃんから（千葉紗子から）離れたのではないか？」。
- 第30回配信分では、番組名を『もっと熊谷シンドローム』と称しパーソナリティとゲストを入れ替えての放送を行う。普段ゲストとして呼ばれているおかゆまさきと水島努がパーソナリティを務め、本来のパーソナリティである千葉紗子とUPLIFTはゲストとして出演した。『千葉に聞け！』も『水島に聞け！』に改められている。
- 特別番組「千葉紗子のびん・かん！ ドクロちゃんねるスーパー」では、一年のブランクが嘘のように、放送当時と変わらぬ勢いでやりとげた。

## ドクロちゃんねるスーパー
キャララジオの「UPLIFTかくかたりき」第4・5回の中で特別番組として2006年11月3日、11月30日に配信された。
UPLIFTかくかたりき#第4週目、UPLIFTかくかたりき#第5週目を参照のこと。

## びん・かん ドクロちゃんねるファイヤー

### 番組概要
- アニメの第2期制作決定に伴い、2007年3月27日から12月25日まで全40回、i-revo TE-A roomで毎週火曜日22:00頃に配信された。
- 開始2回までのタイトルは『びん・かん ドクロちゃんねるファイヤー!（仮）』だった。
- 2007年10月からShowgate RADIO配信。

### 出演者

#### 正式なパーソナリティ
- 千葉紗子
- UPLIFT

#### 準レギュラー
おかゆまさき（原作者）
メインパーソナリティ参加：第1回、第3、4回、第23回
ゲスト参加：第2回、第9、10回、第13、14回、第17、18回、第21、22回、第24回、第27回〜第32回、第35、36回、第39、40回）
水島努（監督・脚本）
メインパーソナリティ参加：第1回
ゲスト参加：第2回、第31、32回、第35、36回、第39、40回）

#### ゲスト
川澄綾子（声優・水上静希役）
第17、18回
和田敦（メディアワークス電撃hp編集部
第6回、第8回、第23回
電撃文庫、電撃hpの宣伝として参加。流れでそのまま本編にも参加することも。ダジャレを好む。小説賞から漏れたおかゆまさきを発掘、デビューまで導き、また原作者本人をメディアに露出させるというプロデュースを行った、仕掛け人の一人。
川本亜希（メディアワークス電撃hp編集部編集者）
第6回、第8回、第21回〜第24回
不幸体質の女性編集者でラジオ内で自らの不幸を話題にすることが多い。和田と同様、宣伝として参加。また、ドジッ娘アキちゃんとして、電撃文庫の他作品にパロディキャラが登場する。
川瀬浩平（ジェネオンエンタテインメントプロデューサー） 通称 - 偽まる・偽さん
本編参加：第11、12回、第20回、第38回
情報告知コーナーのみ参加：第8回、第10回、第16回、第19回、第21回、第28回、第32回、第37回、第40回
第1期同様、ほぼ毎回録音ブースの外から天の声として参加。特に情報告知が必要な場合はブース内で自ら告知を行う。告知からの流れでそのまま本編に参加することもある。番組冒頭からの参加の場合、ゲスト扱いで紹介されることもある。
横山愛（メディアワークス電撃マ王編集部）
第21回〜第24回、第30回
電撃マ王の宣伝として参加。

### 投稿コーナー
ふつうのおたより
新・千葉に聞け!
超人生相談（仮）
ファンタジーを取り戻せ!
僕の考えたドクロちゃんの第2期タイトル
ドクロちゃんのアニメ第2期のサブタイトルを期間限定で募集。
超こえぇ話（夏季限定 第20回〜第27回）
貯金王（チョッキング）千葉（〜第28回）

### エピソード
- 第1回配信は、おかゆまさき、水島努がメインパーソナリティ。千葉紗子、UPLIFTがゲストという体で行われた。番組名は「やっぱ熊谷シンドローム」。
- 第17回冒頭では、千葉紗子、川澄綾子が送る番組という体のコーナーが行われた。番組名は「紗子と綾子のドクロチックナイト」。
- 第20回冒頭では、UPLIFTが単独で番組を進行した。本来の進行役である千葉紗子はディレクタールームから天の声で参加。
- 第23回序盤では、千葉役をおかゆまさきが、おかゆ役を千葉紗子が務めた。なお、第23回は「（千葉紗子お誕生日）おめでとうスペシャル」として放送。